# Plexaura valenciennesi
Plexaura valenciennesi är en korallart som beskrevs av Wright och Studer 1889. Plexaura valenciennesi ingår i släktet Plexaura och familjen Plexauridae. Inga underarter finns listade i Catalogue of Life.